# Heterocrypta craneae
Heterocrypta craneae is een krabbensoort uit de familie van de Parthenopidae. De wetenschappelijke naam van de soort is voor het eerst geldig gepubliceerd in 1959 door Garth.